# Johannes Fridrich
Johannes Fridrich (* 11. Oktober 1977 in Tübingen) ist ein parteiloser Kommunalpolitiker und seit dem 1. August 2019 Oberbürgermeister von Nürtingen.

## Leben
Nach dem Abitur am Kepler-Gymnasium in Tübingen studierte er Rechtswissenschaft an der Universität Tübingen und an der Universität Aix-Marseille. Anschließend absolvierte er sein Referendariat am Landgericht Tübingen. Nach Abschluss des 2. juristischen Staatsexamens war er wissenschaftlicher Mitarbeiter am Lehrstuhl von Heinz-Dieter Assmann an der Universität Tübingen und promovierte dort mit einer Arbeit zum Thema „Der Schutz des Kapitals der Aktiengesellschaft bei fremdfinanzierter Übernahme“. Nach Abschluss seiner juristischen Ausbildung trat er in den höheren Justizdienst des Landes Baden-Württemberg ein. Dort war er u. a. als Richter am Landgericht und Referent am Sozialministerium Baden-Württemberg eingesetzt. Er war zudem Pressesprecher des Landgerichts Stuttgart.
Am 5. Mai 2019 gewann er die Oberbürgermeisterwahl in Nürtingen mit 54,98 Prozent der Stimmen im 1. Wahlgang. Das Amt trat er am 1. August 2019 an.